# Кельвін і Гоббс
«Кельвін і Гоббс» (англ. «Calvin and Hobbes») — щоденний комікс, який придумував і малював американський художник Воттерсон. У коміксі відображені витівки вигаданого шестирічного хлопчика Кельвіна і його плюшевого тигра Гоббса. Комікс публікувався з 18 листопада 1985 року по 31 грудня 1995, на піку популярності він виходив у понад 2400 газетах по всьому світу. На цей час продано понад 30 млн копій 18-ти видань книг коміксу.
Самі Кельвін і Гоббс з'являються в більшості випусків коміксу, лише іноді акцент зміщується на батьків Кельвіна. Широкий набір тем коміксу відображає польоти фантазії Кельвіна, його дружбу з Гоббсом, його витівки, його погляд на різноманітні політичні та культурні питання.
Один з повторюваних мотивів — двоїста сутність Гоббса. Кельвін бачить його як живого тигра, в той час як іншим він представляється як набита ватою іграшка.

## Дійові особи
- Кельвін (Calvin) — названий на честь філософа-теолога XVI століття Жана Кельвіна (засновника кельвінізму і прихильника божественного приречення) шестирічний хлопчик. Кельвін — імпульсивний, активний, цікавий і кмітливий хлопець з невгамовною фантазією. Попри низькі шкільні оцінки, його словниковому запасові можуть позаздрити багато дорослих, не кажучи вже про однолітків. У Кельвіна є безліч альтер-его: капітан космічного корабля, супергерой, приватний детектив, тиранозавр, а також інші тварини і навіть сили природи.
- Гоббс (Hobbes) — з точки зору більшості героїв, Гоббс — просто плюшева іграшка. Але Кельвін вважає його таким же живим, як і він сам (невгамовна фантазія, пам'ятаєте?). Коли вони вдвох, ми бачимо Гоббса як високого тигра, який зв'язно розмовляє (взимку він навіть носить шарфик), але як тільки перспектива перемикається на когось із другорядних персонажів, він знову стає плюшевим. У Гоббса також є одна звичка, що залишилася від його дикого життя в джунглях — підкрадатись і кидатися на Кельвіна, який нічого не підозрює. Гоббс отримав своє ім'я завдяки англійському філософу-матеріалісту XVII століття Томасу Гоббсу, засновнику політичної економії. Гоббс набагато розумніше мислить і часто ясніше уявляє, якими будуть наслідки чергової витівки Кельвіна. Але врешті-решт, хто за неї буде покараний? Звісно Кельвін! Тому Гоббс майже ніколи не втручається.
- Батьки Кельвіна — звичайні батьки з американського середнього класу. Як і багато персонажів другого плану, батьки Кельвіна досить «звичайні», розсудливі люди, що слугує гарним контрастом для поведінки їх улюбленого чада.
- Сьюзі Деркінс (Susie Derkins) — серйозна і розумна дівчинка, яка живе неподалік. Вперше з'являється як нова учениця в класі Кельвіна. На відміну від нього, вона добре поводиться і старанно вчиться. І фантазія у неї цілком помірна: звичайні дочки-матері і чаювання з ляльками. Деякі вважають, що Кельвін і Сьюзі трохи більш, ніж друзі. Цим можна пояснити особливу витонченість витівок Кельвіна щодо Сьюзі.
- Міс Вормвуд (Miss Wormwood) — шкільна вчителька Кельвіна, ще одна розумна представниця «звичайного» зовнішнього світу.
- Розалін (Rosalyn) — старшокласниця, яка доглядає за Кельвіном, якщо ввечері батькам потрібно кудись відлучитися. Вона, здається, єдина людина, здатна спокійно ставитися до фантазій і витівок Кельвіна. Більш того, Розалін — його гідна суперниця.
- Мо (Moe) — Типовий хуліган. Великий, дурний і жорстокий.